# Schlotheimia sprengelii
Schlotheimia sprengelii là một loài rêu trong họ Orthotrichaceae. Loài này được Hornsch. mô tả khoa học đầu tiên năm 1840.